# Campeonato Mundial de Tiro de 2006
El XLIX Campeonato Mundial de Tiro se celebró en Zagreb, Croacia entre el 21 de julio y el 6 de agosto de 2006. El evento fue organizado por la Federación Internacional de Tiro Deportivo (ISSF) y por la Federación Croata de Tiro.
Las competiciones se llevaron a cabo en tres campos de tiro de la capital croata:
- Campo Vrapcanski potok
- Campo Zagrebacki velesajam
- Campo Luže

## Calendario
El calendario siguiente muestra sólo las finales de cada evento.
| Día      | Hora*       | Evento                       | Tipo |
| -------- | ----------- | ---------------------------- | ---- |
| 23.07.06 | 15:10-15:30 | pistola de aire 10 m         | M    |
| 24.07.06 | 18:40-19:00 | rifle de aire 10 m           | F    |
| 24.07.06 | 15:10-15:30 | rifle de aire 10 m           | M    |
| 24.07.06 | 12:30-      | blanco móvil 10 m            | F    |
| 25.07.06 | 15:10-15:30 | Pistola de aire 10 m         | F    |
| 25.07.06 | 13:10-13:30 | Pistola libre 50 m           | M    |
| 26.07.06 | 13:10-13:30 | Rifle en pos. tendida 50 m   | M    |
| 26.07.06 | 09:00-      | Pistola estándar 25 m        | M    |
| 26.07.06 | 09:00-      | Blanco móvil mixto           | F    |
| 27.07.06 | 13:10-13:30 | Rifle 3 X 20, 50 m           | F    |
| 27.07.06 | 16:40-17:00 | Foso                         | M    |
| 28.07.06 | 17:10-17:30 | Pistola deportiva 25 m       | F    |
| 29.07.06 | 09:00-10:15 | Rifle en pos. tendida 50 m   | F    |
| 29.07.06 | 16:40-17:00 | Foso                         | F    |
| 29.07.06 | 09:00       | Blanco móvil 10 m            | M    |
| 30.07.06 | 15:40-16:00 | Rifle 3 X 40, 50 m           | M    |
| 30.07.06 | 17:40-18:00 | Pistola rápida 25 m          | M    |
| 31.07.06 | 16:40-17:00 | Doble foso                   | M    |
| 31.07.06 | 17:00-17:20 | Doble foso                   | F    |
| 31.07.06 | 09:00-      | Blanco móvil mixto 10 m      | M    |
| 01.08.06 | 14:00-      | Pistola de fuego 25 m        | M    |
| 01.08.06 | 10:45-12:00 | Rifle en pos. tendida 300 m  | F    |
| 01.08.06 | 09:00-10:15 | Rifle en pos. tendida 300 m  | M    |
| 02.08.06 |             | Descanso                     |      |
| 03.08.06 | 09:00-12:20 | Rifle 3 X 40, 300 m          | M    |
| 03.08.06 | 13:00-15:20 | Rifle 3 X 20, 300 m          | F    |
| 03.08.06 | 16:40-17:00 | skeet                        | M    |
| 04.08.06 | 08:30-      | Blanco móvil 50 m            | M    |
| 05.08.06 | 09:00-11:15 | Rifle estándar 3 X 20, 300 m | M    |
| 05.08.06 | 08:30-      | Blanco móvil mixto 50 m      | M    |
| 05.08.06 | 16:40-17:00 | Skeet                        | F    |

- (*) - hora local de Zagreb (UTC+2)

## Resultados

### Masculino
| Evento                                | Oro                                   | Plata                                        | Bronce                                       |
| ------------------------------------- | ------------------------------------- | -------------------------------------------- | -------------------------------------------- |
| Rifle 3 posiciones 300 m              | Espen Berg-Knutsen · Noruega · 1181   | Vebjørn Berg · Noruega · 1178                | Mario Knögler · Austria · 1178               |
| Rifle 3 posiciones 300 m (equipos)    | Noruega · 3517                        | Austria · 3514                               | Suecia · 3503                                |
| Rifle en pos. tendida 300 m           | Luboš Opelka · República Checa · 599  | Péter Sidi · Hungría · 599                   | Rajmond Debevec Eslovenia 598                |
| Rifle en pos. tendida 300 m (equipos) | Noruega · 1792                        | Suecia · 1790                                | Australia 1787                               |
| Rifle estándar 300 m                  | Thomas Farnik · Austria · 586         | Per Sandberg · Suecia · 584                  | Vebjørn Berg · Noruega · 584                 |
| Rifle estándar 300 m (equipos)        | Bielorrusia · 1749                    | Noruega · 1747                               | Estados Unidos 1741                          |
| Rifle 3 posiciones 50 m               | Artem Jadzhibekov · Rusia · 1273,5    | Stevan Pletikosić Serbia y Montenegro 1269,1 | Lei Zhang China 1268,4                       |
| Rifle 3 posiciones 50 m (equipos)     | Rusia · 3498                          | Austria · 3482                               | Estados Unidos 3482                          |
| Rifle en pos. tendida 50 m            | Sergéi Martinov · Bielorrusia · 702,1 | Yuri Sujorukov · Ucrania · 700,9             | Marco De Nicolò · Italia · 700,6             |
| Rifle en pos. tendida 50 m (equipos)  | Estados Unidos 1786                   | Austria · 1779                               | Hungría · 1779                               |
| Rifle de aire 10 m                    | Abhinav Bindra India 699,1            | Alin Moldoveanu · Rumania · 698,3            | Qinan Zhu China 697,9                        |
| Rifle de aire 10 m (equipos)          | China 1783                            | Rusia · 1783                                 | Austria · 1782                               |
| Pistola libre 50 m                    | Zongliang Tan China 667,1             | Vigilio Fait · Italia · 662,8                | Vladimir Isakov · Rusia · 662,7              |
| Pistola libre 50 m (equipos)          | China 1685                            | Rusia · 1668                                 | Italia · 1667                                |
| Pistola estándra 25 m                 | Guohui Liu China 577                  | Jong Su Kim Corea del Norte 575 (+46)        | Jakkrit Panichpetikum Tailandia 575 (+45)    |
| Pistola estándar 25 m (equipos)       | China 1715                            | Rusia · 1711                                 | Ucrania · 1706                               |
| Pistola rápida 25 m                   | Penghui Zhang China 786,6             | Zhongsheng Liu China 781,7                   | Sergéi Alifirenko · Rusia · 778,9            |
| Pistola rápida 25 m (equipos)         | China 1743                            | Rusia · 1736                                 | Italia · 1721                                |
| Pistola de fuego 25 m                 | Yadong Liu China 587                  | Mijaíl Nestruyev · Rusia · 585 (+50)         | Michael Hofmann · Suiza · 585 (+49)          |
| Pistola de fuego 25 m (equipos)       | Rusia · 1746                          | Corea del Sur 1741                           | Corea del Norte 1740                         |
| Pistola de aire 10 m                  | Wei Pang China 683,8                  | Jakkrit Panichpatikum Tailandia 683,0        | Vladimir Goncharov · Rusia · 681,1           |
| Pistola de aire 10 m (equipos)        | China 1747                            | Rusia · 1745                                 | Francia 1733                                 |
| Blanco móvil 50 m                     | Łukasz Czapla · Polonia · 593         | Miroslav Januš · República Checa · 592       | Peter Pelach · Eslovaquia · 587              |
| Blanco móvil 50 m (equipos)           | República Checa · 1753                | Suecia · 1742                                | Rusia · 1739                                 |
| Blanco móvil mixto 50 m               | Łukasz Czapla · Polonia · 395         | Peter Pelach · Eslovaquia · 393              | Bedřich Jonáš · República Checa · 391        |
| Blanco móvil mixto 50 m (equipos)     | Ucrania · 1165                        | Rusia · 1165                                 | Suecia · 1164                                |
| Blanco móvil 10 m                     | Zhiyuan Niu China 584                 | Alexandr Blinov · Rusia · 581 (+19)          | Miroslav Januš · República Checa · 581 (+15) |
| Blanco móvil 10 m (equipos)           | Rusia · 1722                          | China 1716                                   | Suecia · 1715                                |
| Blanco móvil mixto 10 m               | Łukasz Czapla · Polonia · 391         | Lin Gan China 387 (+19)                      | Zhiyuan Niu China 387 (+18)                  |
| Blanco móvil mixto 10 m (equipos)     | China 1158                            | Ucrania · 1142                               | Suecia · 1136                                |
| Foso                                  | Manavjit Singh Sandhu India 143       | Erminio Frasca · Italia · 142 (+4)           | Bret Erickson Estados Unidos 142 (+3)        |
| Foso (equipos)                        | Rusia · 362                           | India 360                                    | Estados Unidos 359                           |
| Doble foso                            | Vitali Fokeyev · Rusia · 190          | Binyuan Hu China 189                         | Roland Gerebics · Hungría · 187              |
| Doble foso (equipos)                  | Estados Unidos 414                    | China 414                                    | Rusia · 403                                  |
| Skeet                                 | Andrei Inešin Estonia 148             | Valeri Shomin · Rusia · 147 (+8)             | Tore Brovold · Noruega · 147 (+7)            |
| Skeet (equipos)                       | Italia · 365 (RM)                     | República Checa · 361                        | Noruega · 360                                |

- RM –  récord mundial

### Femenino
| Evento                                | Oro                                   | Plata                                      | Bronce                                 |
| ------------------------------------- | ------------------------------------- | ------------------------------------------ | -------------------------------------- |
| Rifle 3 posiciones 300 m              | Charlotte Jakobsen Dinamarca 588 (RM) | Tatsiana Kasiantsova · Bielorrusia · 580   | Isabelle Grigorian Francia 578         |
| Rifle 3 posiciones 300 m (equipos)    | Francia 1723                          | Suiza · 1717                               | Dinamarca 1713                         |
| Rifle en pos. tendida 300 m           | Solveig Bibard Francia 595            | Marina Giannini · Italia · 594             | Charlotte Jakobsen Dinamarca 593       |
| Rifle en pos. tendida 300 m (equipos) | Estados Unidos 1776                   | Francia 1773                               | Dinamarca 1757                         |
| Rifle 3 posiciones 50 m               | Liubov Galkina · Rusia · 684,3        | Sylwia Bogacka · Polonia · 683,8           | Sonja Pfeilschifter · Alemania · 683,4 |
| Rifle 3 posiciones 50 m (equipos)     | Rusia · 1739                          | Alemania · 1738                            | China 1734                             |
| Rifle en pos. tendida 50 m            | Olga Dovgun · Kazajistán · 597        | Hanne Skarpodde · Noruega · 596            | Varvara Kovalenko · Kazajistán · 594   |
| Rifle en pos. tendida 50 m (equipos)  | Alemania · 1766                       | Kazajistán · 1761                          | Ucrania · 1761                         |
| Rifle de aire 10 m                    | Li Du China 502,1                     | Kateřina Kůrková · República Checa · 501,8 | Olga Dovgun · Kazajistán · 500,9       |
| Rifle de aire 10 m (equipos)          | Alemania · 1192                       | China 1190                                 | Rusia · 1187                           |
| Pistola deportiva 25 m                | Ying Chen China 792,8                 | Fengji Fen China 790,4                     | Gundegmaa Otriad Mongolia 785,2        |
| Pistola deportiva 25 m (equipos)      | China 1740                            | Bielorrusia · 1735                         | Alemania · 1730                        |
| Pistola de aire 10 m                  | Natalia Paderina · Rusia · 486,9      | Jun Hu China 485,2                         | Viktoria Chaika · Bielorrusia · 485,1  |
| Pistola de aire 10 m (equipos)        | China 1154                            | Bielorrusia · 1140                         | Rusia · 1138                           |
| Blanco móvil 10 m                     | Audrey Corenflos Francia 385          | Aiwen Sun China 382                        | Viktoria Zabolotna · Ucrania · 380     |
| Blanco móvil 10 m (equipos)           | China 1135                            | Ucrania · 1115                             | Rusia · 1108                           |
| Blanco móvil mixto 10 m               | Audrey Corenflos Francia 385          | Galina Avramenko · Ucrania · 383           | Aiwen Sun China 381                    |
| Blanco móvil mixto 10 m (equipos)     | Ucrania · 1131                        | China 1126                                 | Rusia · 1121                           |
| Foso                                  | Susan Nattrass · Canadá · 90          | Li Chen China 89                           | Hye Gyong Chae Corea del Norte 88      |
| Foso (equipos)                        | China 201                             | Reino Unido 201                            | Rusia · 196                            |
| Doble foso                            | Hye Kyoung Son Corea del Sur 106      | Yuxiang Li China 104                       | Bo Na Lee Corea del Sur 103            |
| Skeet                                 | Erdzhanik Avetisian · Rusia · 95      | Chiara Cainero · Italia · 94 (+4)          | Danka Barteková · Eslovaquia · 94 (+3) |
| Skeet (equipos)                       | Estados Unidos 211 (RM)               | Rusia · 209                                | Italia · 209                           |

- RM – récord mundial

## Medallero
| Núm. | País                | Oro | Plata | Bronce | Total |
| ---- | ------------------- | --- | ----- | ------ | ----- |
| 1    | China               | 18  | 12    | 5      | 35    |
| 2    | Rusia               | 10  | 10    | 10     | 30    |
| 3    | Francia             | 4   | 1     | 2      | 7     |
| 4    | Estados Unidos      | 4   | 0     | 4      | 8     |
| 5    | Noruega             | 3   | 3     | 3      | 9     |
| 6    | Polonia             | 3   | 1     | 0      | 4     |
| 7    | Ucrania             | 2   | 4     | 3      | 9     |
| 8    | República Checa     | 2   | 3     | 2      | 7     |
| 9    | Bielorrusia         | 2   | 3     | 1      | 6     |
| 10   | Alemania            | 2   | 1     | 2      | 5     |
| 11   | India               | 2   | 1     | 0      | 3     |
| 12   | Italia              | 1   | 4     | 4      | 9     |
| 13   | Austria             | 1   | 3     | 2      | 6     |
| 14   | Kazajistán          | 1   | 1     | 2      | 4     |
| 15   | Corea del Sur       | 1   | 1     | 1      | 3     |
| 16   | Dinamarca           | 1   | 0     | 3      | 4     |
| 17   | Canadá              | 1   | 0     | 0      | 1     |
|      | Estonia             | 1   | 0     | 0      | 1     |
| 19   | Suecia              | 0   | 3     | 4      | 7     |
| 20   | Corea del Norte     | 0   | 1     | 2      | 3     |
|      | Hungría             | 0   | 1     | 2      | 3     |
|      | Eslovaquia          | 0   | 1     | 2      | 3     |
| 23   | Suiza               | 0   | 1     | 1      | 2     |
|      | Tailandia           | 0   | 1     | 1      | 2     |
| 25   | Reino Unido         | 0   | 1     | 0      | 1     |
|      | Rumania             | 0   | 1     | 0      | 1     |
|      | Serbia y Montenegro | 0   | 1     | 0      | 1     |
| 28   | Australia           | 0   | 0     | 1      | 1     |
|      | Mongolia            | 0   | 0     | 1      | 1     |
|      | Eslovenia           | 0   | 0     | 1      | 1     |
|      | TOTAL               | 59  | 59    | 59     | 177   |